# Lucius Cornelius Lentulus
Lucius Cornelius Lentulus (? – Kr. e. 173?) római politikus és hadvezér, az előkelő patricius Cornelia gens tagja volt.
Kr. e. 211-ben praetor volt Szicíliában, a következő évben pedig proconsuli megbízással váltotta Publius Cornelius Scipio Africanust Hispania élén. 11 évig maradt itt, és sikerei ellenére csak ovatiót kaphatott, mivel még nem töltötte be a consuli hivatalt. Távollétében Kr. e. 204 folyamán fivérével, Cnaeus Cornelius Lentulusszal közösen aedilis curulis lett.
Lentulus Kr. e. 199-ben consuli rangra emelkedett, majd a következő évben Gallia Cisalpina helytartójává nevezték ki. Elképzelhető, hogy azonos azzal a Lentulus-szal, aki Kr. e. 213-ban decemvir sacrorum volt és Kr. e. 173-ban halt meg.
| Elődei: Publius Sulpicius Galba Maximus és Caius Aurelius Cotta | Consul Kr. e. 199 collega: Publius Villius Tappulus | Utódai: Sextus Aelius Paetus Catus és Titus Quinctius Flamininus |